# Assunção (sub-bacia)
Assunção é uma sub-bacia hidrográfica localizada na cidade de Porto Alegre, capital do estado brasileiro do Rio Grande do Sul.
É uma das vinte e sete sub-bacias que servem à Bacia Hidrográfica do Lago Guaíba no território da cidade. Segundo o Atlas Ambiental de Porto Alegre (1998), a sub-bacia Assunção tem uma área de 4,11 km².
Compreende todos os cursos e corpos d'água existentes na região dos bairros Vila Assunção (que lhe dá o nome) e Tristeza, os quais tiveram grande crescimento urbano nas primeiras décadas do século XX.